# Crossocephalus
Crossocephalus ist eine Gattung der Spulwürmer mit vier Arten, die bei Pferden und Nashörnern parasitieren.

## Merkmale
Crossocephalus sind Atractinae mit ausstülpbarem Pharynx, der mit kräftigen Kiefern in Form von Sägeblättern besetzt ist.

## Systematik
Zur Gattung gehören folgende Arten:
- Crossocephalus brevicaudatus Baylis & Daubney, 1923
- Crossocephalus longicaudatus Baylis, 1919
- Crossocephalus viviparus (Linstow, 1899)
- Crossocephalus zebrae Yorke & Southwell, 1920